# تشيردين
تشيردين (بالروسية: Чердынь) هي إحدى مدن روسيا في الكيان الفدرالي الروسي بيرم كراي.

## المناخ
يظهر الجدول التالي التغييرات المناخية على مدار السنة لتشيردين:
| البيانات المناخية لـتشيردين       | البيانات المناخية لـتشيردين | البيانات المناخية لـتشيردين | البيانات المناخية لـتشيردين | البيانات المناخية لـتشيردين | البيانات المناخية لـتشيردين | البيانات المناخية لـتشيردين | البيانات المناخية لـتشيردين | البيانات المناخية لـتشيردين | البيانات المناخية لـتشيردين | البيانات المناخية لـتشيردين | البيانات المناخية لـتشيردين | البيانات المناخية لـتشيردين | البيانات المناخية لـتشيردين |
| الشهر                             | يناير                       | فبراير                      | مارس                        | أبريل                       | مايو                        | يونيو                       | يوليو                       | أغسطس                       | سبتمبر                      | أكتوبر                      | نوفمبر                      | ديسمبر                      | المعدل السنوي               |
| --------------------------------- | --------------------------- | --------------------------- | --------------------------- | --------------------------- | --------------------------- | --------------------------- | --------------------------- | --------------------------- | --------------------------- | --------------------------- | --------------------------- | --------------------------- | --------------------------- |
| المتوسط اليومي °م (°ف)            | −17.3 (0.9)                 | −14.2 (6.4)                 | −6.4 (20.5)                 | 1.0 (33.8)                  | 8.0 (46.4)                  | 14.3 (57.7)                 | 17.4 (63.3)                 | 13.7 (56.7)                 | 7.7 (45.9)                  | −0.3 (31.5)                 | −7.4 (18.7)                 | −13.3 (8.1)                 | 0.3 (32.5)                  |
| الهطول مم (إنش)                   | 49.7 (1.96)                 | 33.8 (1.33)                 | 35.8 (1.41)                 | 44.7 (1.76)                 | 52.8 (2.08)                 | 66.5 (2.62)                 | 86.2 (3.39)                 | 72.9 (2.87)                 | 69.3 (2.73)                 | 72.5 (2.85)                 | 73.0 (2.87)                 | 59.3 (2.33)                 | 716.5 (28.2)                |
| متوسط أيام هطول الأمطار (≥ 1.0mm) | 14.3                        | 9.5                         | 9.1                         | 9.6                         | 9.2                         | 9.8                         | 11.0                        | 11.0                        | 12.1                        | 14.5                        | 15.3                        | 15.3                        | 140.7                       |
| ساعات سطوع الشمس الشهرية          | 38                          | 74                          | 144                         | 195                         | 271                         | 294                         | 289                         | 225                         | 120                         | 51                          | 36                          | 14                          | 1٬751                       |
| المصدر: NOAA (1961-1990)          |                             |                             |                             |                             |                             |                             |                             |                             |                             |                             |                             |                             |                             |